# Liste der kanadischen Senatoren aus Alberta
Die Liste der Senatoren Kanadas aus Alberta zeigt alle ehemaligen und aktuellen Mitglieder des kanadischen Senats aus der Provinz Alberta. Die Provinz wird durch sechs Senatoren vertreten.
Mit der revidierten Fassung des British North America Act von 1915 wurde die Möglichkeit geschaffen, pro senatorische Region zwei zusätzliche Senatoren zu ernennen. Alberta gehört zur Region Westkanada, die auch British Columbia, Saskatchewan und Manitoba umfasst.

## Amtierende Senatoren
|  | Name                   | Partei           | Division | Ernennung am  | Vorschlag von | Zwingender Rücktritt |
|  | ---------------------- | ---------------- | -------- | ------------- | ------------- | -------------------- |
|  | Patti LaBoucane-Benson | unabhängig       | Alberta  | 3. Okt. 2018  | J. Trudeau    | 20. Feb. 2044        |
|  | Paula Simons           | unabhängig (ISG) | Alberta  | 3. Okt. 2018  | J. Trudeau    | 7. Sep. 2039         |
|  | Karen Sorensen         | unabhängig (ISG) | Alberta  | 29. Juli 2021 | J. Trudeau    | 20. Mai 2034         |
|  | Scott Tannas           | unabhängig (CSG) | Alberta  | 25. März 2013 | Harper        | 25. Feb. 2037        |

## Ehemalige Senatoren
|  | Name                     | Partei                  | Division                                                            | Ernennung am  | Vorschlag von | Mandatsende   |
|  | ------------------------ | ----------------------- | ------------------------------------------------------------------- | ------------- | ------------- | ------------- |
|  | Tommy Banks              | Liberale                | Alberta                                                             | 7. Apr. 2000  | Chrétien      | 17. Dez. 2011 |
|  | Martha Bielish           | Progressiv-Konservative | Lakeland                                                            | 27. Sep. 1979 | Clark         | 26. Sep. 1990 |
|  | Doug Black               | unabhängig (CSG)        | Alberta                                                             | 25. Jan. 2013 | Harper        | 31. Okt. 2021 |
|  | Aristide Blais           | Liberale                | St. Albert                                                          | 29. Jan. 1940 | King          | 10. Nov. 1964 |
|  | Bert Brown               | Konservative            | Alberta                                                             | 10. Juli 2007 | Harper        | 22. März 2013 |
|  | John Alexander Buchanan  | Progressiv-Konservative | Edmonton                                                            | 15. Jan. 1959 | Diefenbaker   | 2. Sep. 1965  |
|  | William Ashbury Buchanan | Liberale                | Lethbridge                                                          | 5. Sep. 1925  | King          | 11. Juli 1954 |
|  | Patrick Burns            | Unabhängig              | Calgary                                                             | 6. Juli 1931  | Bennett       | 1. Juni 1936  |
|  | Donald Cameron           | Liberale                | Banff                                                               | 28. Juli 1955 | Saint-Laurent | 19. Sep. 1987 |
|  | Thelma Chalifoux         | Liberale                | Alberta                                                             | 26. Nov. 1997 | Chrétien      | 8. Feb. 2004  |
|  | Jean Côté                | Liberale                | Edmonton                                                            | 14. Aug. 1923 | King          | 23. Sep. 1924 |
|  | Leverett DeVeber         | Liberale                | Lethbridge                                                          | 8. März 1906  | Laurier       | 9. Juli 1925  |
|  | Joyce Fairbairn          | Liberale                | Lethbridge                                                          | 29. Juni 1984 | P. Trudeau    | 18. Jan. 2013 |
|  | Jean Forest              | Liberale                | Edmonton                                                            | 16. Mai 1996  | Chrétien      | 28. Aug. 1998 |
|  | Amédée Forget            | Liberale                | Banff                                                               | 2. Mai 1911   | Laurier       | 8. Juni 1923  |
|  | Frederick Gershaw        | Liberale                | Medicine Hat                                                        | 18. Apr. 1945 | King          | 26. März 1968 |
|  | Ronald Ghitter           | Progressiv-Konservative | Alberta                                                             | 25. März 1993 | Mulroney      | 31. März 2000 |
|  | James Gladstone          | Progressiv-Konservative | Lethbridge                                                          | 31. Jan. 1958 | Diefenbaker   | 31. März 1971 |
|  | William Griesbach        | Konservative            | Edmonton                                                            | 15. Sep. 1921 | Meighen       | 21. Jan. 1945 |
|  | William Harmer           | Liberale                | Edmonton                                                            | 5. Feb. 1918  | Borden        | 9. Sep. 1947  |
|  | Earl Hastings            | Liberale                | Palliser-Foothills                                                  | 24. Feb. 1966 | Pearson       | 5. Mai 1996   |
|  | Daniel Hays              | Liberale                | Calgary                                                             | 29. Juni 1984 | P. Trudeau    | 30. Juni 2007 |
|  | Harry Hays               | Liberale                | Calgary                                                             | 24. Feb. 1966 | Pearson       | 4. Mai 1982   |
|  | Prosper-Edmond Lessard   | Liberale                | St. Paul                                                            | 5. Sep. 1925  | King          | 11. Apr. 1931 |
|  | James Lougheed           | Konservative            | Calgary (Nordwest-Territorien), bis 1905 Calgary (Alberta), ab 1905 | 12. Dez. 1889 | Macdonald     | 2. Nov. 1925  |
|  | James Angus MacKinnon    | Liberale                | Edmonton                                                            | 9. Mai 1949   | Saint-Laurent | 18. Apr. 1958 |
|  | Ernest Manning           | Social Credit           | Edmonton West                                                       | 7. Okt. 1970  | P. Trudeau    | 20. Sep. 1983 |
|  | Elaine McCoy             | unabhängig (CSG)        | Alberta                                                             | 24. März 2005 | Martin        | 29. Dez. 2020 |
|  | Edward Michener          | Konservative            | Alberta                                                             | 5. Feb. 1918  | Borden        | 16. Jan. 1947 |
|  | Grant Mitchell           | unabhängig              | Alberta                                                             | 24. März 2005 | Martin        | 19. Juli 2026 |
|  | Bud Olson                | Liberale                | Alberta South                                                       | 5. Apr. 1977  | P. Trudeau    | 7. März 1996  |
|  | James Prowse             | Liberale                | Edmonton                                                            | 24. Feb. 1966 | Pearson       | 27. Sep. 1976 |
|  | Daniel Edward Riley      | Liberale                | Alberta                                                             | 25. Juni 1926 | King          | 27. Apr. 1948 |
|  | Douglas Roche            | Unabhängig              | Edmonton                                                            | 17. Sep. 1998 | Chrétien      | 14. Juni 2004 |
|  | George Henry Ross        | Liberale                | Calgary                                                             | 1. Dez. 1948  | Saint-Laurent | 26. Sep. 1956 |
|  | Philippe Roy             | Liberale                | Edmonton                                                            | 8. März 1906  | Laurier       | 21. Apr. 1911 |
|  | Wesley Stambaugh         | Liberale                | Bruce                                                               | 7. Sep. 1949  | Saint-Laurent | 8. Juni 1965  |
|  | Peter Talbot             | Liberale                | Alberta                                                             | 8. März 1906  | Laurier       | 6. Dez. 1919  |
|  | Claudette Tardif         | Liberale                | Alberta                                                             | 24. März 2005 | Martin        | 2. Feb. 2018  |
|  | Nicholas Taylor          | Liberale                | Bon Accord, bis 1998 Sturgeon, ab 1999                              | 7. März 1996  | Chrétien      | 17. Nov. 2002 |
|  | Walter Twinn             | Progressiv-Konservative | Alberta                                                             | 27. Sep. 1990 | Mulroney      | 30. Okt. 1997 |
|  | Betty Unger              | Konservative            | Alberta                                                             | 6. Jan. 2012  | Harper        | 21. Aug. 2018 |
|  | Stanley Waters           | Reform                  | Alberta                                                             | 11. Juni 1990 | Mulroney      | 25. Sep. 1991 |

## Regionale Senatoren der westlichen Provinzen
Die nachfolgenden Senatoren wurden gemäß Artikel 26 der Verfassung zu zusätzlichen Vertretern der westlichen Provinzen ernannt. Diese Regelung kam bisher nur einmal zur Anwendung.
|  | Name          | Partei                  | Division           | Ernennung am  | Vorschlag von | Mandatsende   |
|  | ------------- | ----------------------- | ------------------ | ------------- | ------------- | ------------- |
|  | Eric Berntson | Progressiv-Konservative | Saskatchewan       | 27. Sep. 1990 | Mulroney      | 27. Feb. 2001 |
|  | Janis Johnson | Konservative            | Winnipeg-Interlake | 27. Sep. 1990 | Mulroney      | 27. Sep. 2016 |